# Reserva natural nacional del manglar de Fujian Zhangjiangkou
La Reserva natural nacional del manglar de Fujian Zhangjiangkou está situada en el estuario del río Zhangjiang, en el condado de Yunxiao, provincia de Fujian, en China, entre las latitudes 17°24'07"-117°30'00"E, y 23°53'45"-23° 56'00"N. El área total de la reserva es de 2.360 hectáreas, incluyendo 700 hectáreas en el área núcleo, 460 hectáreas en la zona de amortiguamiento y 1.200 hectáreas en el área experimental. La reserva natural se creó en enero de 1992, en 1997 se convirtió en reserva natural provincial con 1300 ha. En 2003 se convirtió en reserva natural nacional y en febrero de 2008 se incluyó en la lista de sitios Ramsar como humedal de importancia internacional.

## Características
La vegetación del estuario de Zhangjiang incluye bosques de manglares, marismas saladas y vegetación psamófila costera, adaptada a crecer sobre suelos arenosos. Las especies dominantes son Kandelia obovata, Avicennia marina, Aegiceras corniculatum', Bruguiera gymnorrhiza y Spartina alterniflora. En el entorno de la torre de control, la vegetación de mangares tiene una altura de 3 a 5 m sobre suelos aluviales.
El estuario de Zhangjiang tiene un clima subtropical monzónico oceánico. La precipitación anual es de 1714 mm, y la mayor parte cae entre abril y septiembre. La media anual de temperatura es de 21,2 oC, con la más baja en enero, de 0,4 oC, y la más alta en agosto, de 38 oC. La humedad relativa es del 79% y la media de insolación es de 2125 h.

## Sitio Ramsar
En 2008, la Reserva natural nacional del manglar de Fujian Zhangjiangkou es declarada sitio Ramsar con el número 1726, con una extensión de 23,58 km2 (2358 ha). La zona está dominada por bosques de manglares e incluye llanuras de marea y marismas salinas en el estuario del río Zhangjian. Debido a su alta productividad, alta tasa de descomposición y restitución, la marisma costera de manglares y la vegetación arenosa costera brindan hábitat a más de 154 especies de aves, incluidas especies de la Lista Roja de la UICN como la tortuga carey, la tortuga laúd, la tortuga boba, la tortuga olivácea, la garceta china y la gaviota de Saunders, así como 240 especies de animales acuáticos y 224 de plantas vasculares. También es un lugar de desove y reproducción para especies de peces importantes como Yicheng (Sinonovacula constricta), Clupanodon punctatus y mújol. El sitio desempeña un papel importante en la resistencia a los tifones, la protección de la costa, la purificación del agua y el mantenimiento del microclima regional. La acuicultura se practica aquí con fines económicos locales.